# Jean-Martin Charcot
(Jean-Martin Charcot)
Jean-Martin Charcot (Parigi, 29 novembre 1825 – Montsauche-les-Settons, 16 agosto 1893) è stato un neurologo francese.
Egli è noto principalmente per i suoi studi neuropsichiatrici sull'isteria (che ispirarono Sigmund Freud) e per essere stato il primo a identificare e descrivere alcune malattie neurologiche importanti come la sclerosi laterale amiotrofica (detta infatti anche malattia di Charcot) e la neuropatia ereditaria denominata malattia di Charcot-Marie-Tooth.

## Biografia

### L'infanzia
Jean-Martin Charcot nacque a Parigi, ultimo di quattro fratelli, il 29 novembre 1825. La madre Jeanne, diciassettenne, che aveva partorito per la quarta volta in 3 anni, morì solo cinque anni dopo. Per quanto fosse troppo giovane per prendere coscienza della perdita irreparabile, Charcot fu profondamente segnato dalla sua improvvisa scomparsa. Suo padre, Simon-Pierre Charcot, era carrozziere, e Jean-Martin era particolarmente affascinato dai clienti di suo padre, in particolar modo dal Barone Portal, un accademico, medico personale del re. Dei quattro figli di Simon-Pierre, Jean-Martin era il più studioso e apparentemente anche il più sveglio. Un cliente del padre, un rinomato cantante, notando la spigliatezza di Jean-Martin decise di portarlo a una prova dell'Orphée di Gluck. Quest'opera risvegliò in Jean-Martin il ricordo di sua madre, egli sperava che potesse tornare dagli Inferi proprio come Euridice. È così che Jean-Martin Charcot scoprì l'affascinante mondo dell'arte, ma anche quello dell'establishment dell'epoca. I ballerini, i pittori, i musicisti, i medici facevano parte di un microcosmo sociale che andava pian piano scoprendo. Ogni sera prima di addormentarsi si chiedeva quale di queste figure corrispondesse alle sue aspirazioni e alle sue capacità.

### L'adolescenza
Dopo aver conseguito la licenza media, si pose il problema del suo avvenire. Secondo le usanze, il primogenito Martin avrebbe ereditato dal padre il mestiere di carrozziere. Per i più piccoli l'Esercito era l'unica soluzione che si presentava. Ma nonostante ciò, il padre decise di dare a uno solo dei suoi figli la libertà di intraprendere la carriera che preferiva a condizione che attraverso l'intelligenza e il lavoro fosse capace di dimostrare di esserne più meritevole degli altri due. Ovviamente fu Jean-Martin ad avere la fortuna di poter intraprendere la strada da lui preferita. I suoi fratelli partirono quindi, l'uno per Brest dove divenne marinaio, e l'altro in una caserma in Lorena, mentre Jean-Martin fu mandato al liceo Bonaparte, attuale liceo Condorcet. Si mise subito in luce come migliore della classe in tutte le discipline. Era molto bravo in matematica, ma ciò che lo stimolava di più era la biologia. Il padre di un suo compagno di classe, Henri Flavier, naturalista, invitò Jean-Martin, all'epoca diciottenne, nel suo laboratorio per osservare delle carcasse di animali. In quelle vetrine mal illuminate di scheletri di serpenti e di altri animali, un fortissimo desiderio di scoprire il corpo umano si svegliò in lui. Jean-Martin osservava con attenzione le parti del corpo scoperte dei passanti. Immaginava di potersi introdurre all'interno del corpo per poter osservare tutto da vicino, aveva finalmente capito quale fosse la sua tanto ricercata aspirazione: voleva diventare medico.

### La gioventù
Il 10 settembre 1844 Jean-Martin Charcot prese in affitto una piccola camera nella soffitta della casa della signora Charlet vedova di un medico. Questo nuovo alloggio gli permise di essere meno distante dall'università e dall'ospedale. A 20 anni Jean-Martin Charcot, varcò per la prima volta la soglia dell'imponente edificio dell'ospedale della Salpêtrière. Durante il giorno frequentava i corsi ed eseguiva delle diagnosi sui pazienti dell'ospedale. Charcot mostrò subito di essere un medico molto dotato e coscienzioso guadagnandosi subito la stima dei suoi maestri e del personale ospedaliero. “Alunno fuori dalla norma, per la sua istruzione, le sue capacità e il suo zelo” è così che lo giudicava il professore Régnier. Fu ammesso come interno nel 1848. Tra gli ammessi di quell'anno c'era il cardiologo Pierre-Carl Potain che sarebbe diventato medico di grande notorietà, soprattutto per aver introdotto delle modifiche allo sfigmomanometro, apparecchio per la misurazione della pressione arteriosa, inventato da Ritter von Basch. Per quanto preso dalla medicina, Charcot non metteva da parte il suo interesse per l'arte e aveva un vero e proprio talento per il disegno. Cosciente delle sue possibilità, proseguì i suoi studi e i suoi successi gli permisero di aspirare ai livelli più alti della sua carriera.
Sapeva che, per farcela, il figlio di un carrozziere doveva prima di tutto contare sul proprio lavoro e sulla propria volontà, ma non trascurava l'importanza delle conoscenze e delle relazioni con personaggi in vista. Alcuni dei suoi maestri lo avevano notato. Fu così che lo presentarono al professore Rayer, medico di Napoleone III, del quale seppe guadagnarsi la simpatia. Questa relazione gli tornò utile quando più tardi dovette crearsi una sua clientela privata. Charcot, presentò una tesi, a soli 5 anni dall'inizio dell'internato, che rivelava la sua grande capacità di clinico: ”Etude pour servir à l'histoire de l'affection décrite sous le nom de goutte asthénique primitive, nodosités des jointures, rhumatisme articulaire chronique”. In questa tesi distingueva le lesioni provocate dalla gotta da quelle derivanti dai reumatismi cronici. La sua capacità di non confondere malattie dai sintomi analoghi caratterizzò la sua pratica di medico durante tutta la sua carriera.
Fu, infatti, il primo a distinguere le variazioni qualitative dei tremori propri a ogni malattia, dimostrò, per esempio, in cosa differivano quelli provocati dalla sclerosi a placche da quelli analoghi presentati dai parkinsoniani. Un aneddoto racconta che, per mostrare questa differenza, chiese a due malate, una affetta dalla malattia di Parkinson e l'altra da sclerosi a placche, di pettinare le piume di struzzo di un cappello, in modo da mostrare la differenza nei tremori provocati da queste due malattie. Nel 1853 e nel 1862, grazie alla raccomandazione di Rayer, partì per l'Italia come medico privato del ricco finanziere Fould. Qui poté coltivare il suo amore per l'arte, grazie alle numerose opere che ebbe modo di vedere in ogni città nella quale si recò.

### Il matrimonio
Solo optando per un matrimonio vantaggioso, Charcot sapeva di poter ambire a una vita alla quale egli aveva sempre aspirato. Aveva 39 anni, nel 1864, quando sposò Augustine Durvis. Cresciuta in un contesto artistico, figlia del famoso sarto e gallerista parigino Laurent-Richard, Charcot trovò in lei non soltanto la sua compagna, ma anche colei che poteva condividere i suoi gusti. Il loro trasloco nel quartiere di Saint-Germain fu una tappa importante per l'entrata di Jean-Martin Charcot nell'aristocrazia parigina. Nel 1865 nacque la loro figlia Jeanne e nel 1867 il figlio Jean-Baptiste, che diventerà un celebre comandante marittimo e autore di lavori oceanografici nelle regioni polari, e che morirà in mare nel naufragio della nave da spedizione "Pourquoi-pas IV".

### La carriera
La carriera di Charcot proseguiva senza difficoltà. Nel 1862, fu nominato medico presso l'ospedale della Salpêtrière, dove gli venne affidato il reparto delle convulsionarie. Interessandosi in particolar modo all'isteria decise di separare nel suo reparto le epilettiche dalle isteriche. I suoi studi evidenziarono come le crisi si annunciassero con la fase dell'aura, “un vapore esalato da una matrice surriscaldata, risalente nell'epigastrio fino al collo dove provocava un globo isterico e da qui arrivando alla testa dove originava dei ronzii nelle orecchie e a delle vertigini”. Fu il primo a utilizzare il termine “neurologia” per qualificare ciò che fino a quel momento ci si era accontentati di definire come “malattia nervosa”. Il suo campo di ricerca si estendeva dalle emiplegie ai rammollimenti del cervello, dalle encefaliti alle idrocefaliti, dal Parkinson alla sclerosi a placche. Nel 1882 venne creata per lui la cattedra di neurologia. Da quando si era interessato alla ricerca, si era dedicato a questa nuova materia di cui sarebbe diventato il padre, conosciuto in tutto il mondo. Fu il primo a realizzare interventi di neurochirurgia (manca ogni riferimento bibliografico dell'attività neurochirurgica di Charcot, inoltre la notizia non è confermata in "Charcot Constructing Neurology, Oxford University Press, 1995" e nei volumi delle sue lezioni). La carriera di Charcot si è svolta sempre in reparti non chirurgici, occupandosi di neurologia e psichiatria. Non aveva avuto quindi alcuna esperienza chirurgica.

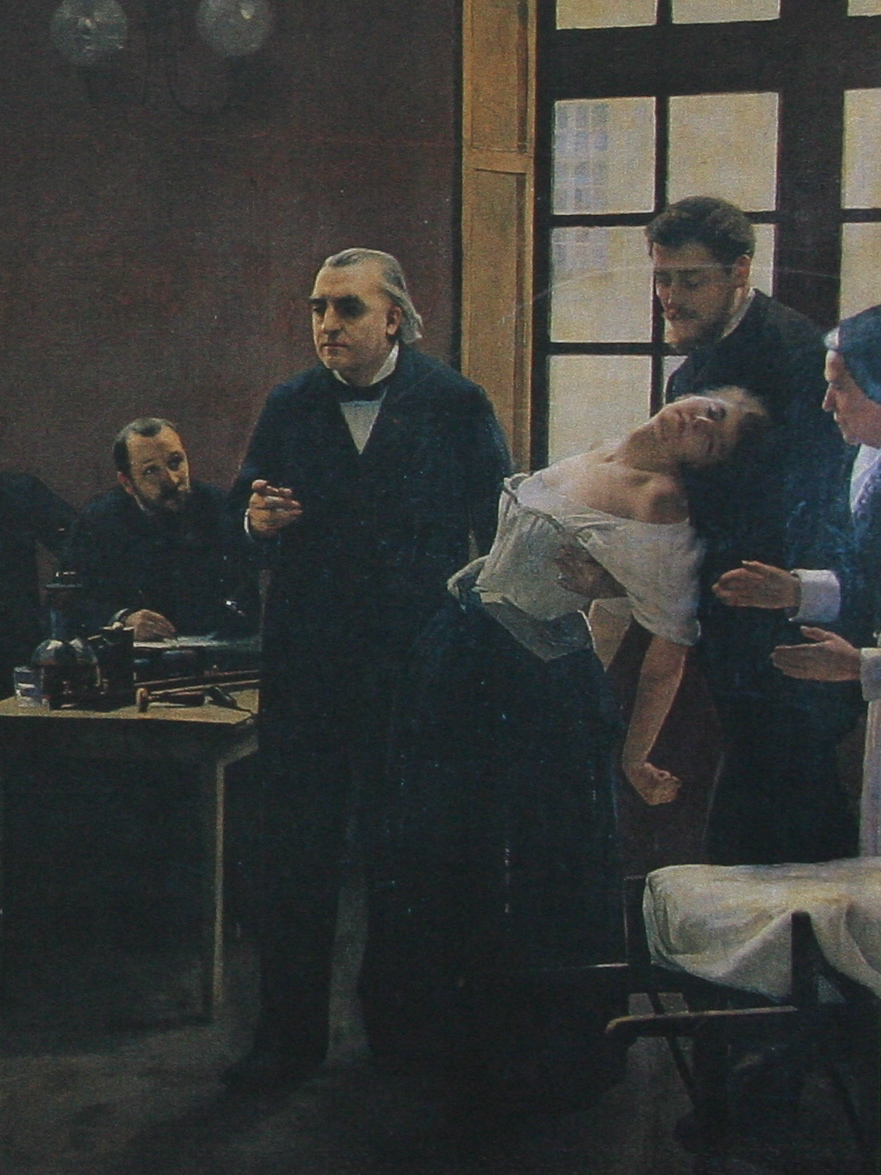
Il Professor Jean-Martin Charcot insegna alla Salpêtrière di Parigi, Francia: mostra ai suoi studenti una donna ("Blanche" (Marie) Wittman) in preda a una "crisi isterica"

Il suo contributo allo studio della fisiologia e della patologia del sistema nervoso è fondamentale. A lui dobbiamo la descrizione della sclerosi a placche e della sclerosi laterale amiotrofica (malattia di Charcot).
Sotto la sua influenza, la malattia mentale cominciò a essere analizzata sistematicamente e l'isteria, allo studio della quale si consacrò a partire dal 1870 venne distinta dalle altre affezioni dello spirito.
Le sue opere hanno portato a escludere il dubbio sulla simulazione da parte dei malati nella manifestazione delle crisi o dei sintomi isterici ed è stato il primo a utilizzare l'ipnosi come cura. Era convinto che la causa fondamentale dell'isteria fosse una degenerazione, di origine ereditaria, del sistema nervoso; un'interpretazione che Sigmund Freud, che era stato suo allievo dall'ottobre 1885 al febbraio 1886, smentì.

### Gli ultimi anni
Quando cominciò a interessarsi all'ipnosi, nel 1878 era arrivato alla fine della sua carriera. L'ipnosi era già stata esplorata prima da Mesmer, Braid e soprattutto da Bernheim (con cui iniziò una lunga diatriba: il conflitto tra la Scuola di Parigi e la Scuola di Nancy). Charcot si occupò della fisiologia dell'ipnotizzato, dei suoi movimenti, dei suoi riflessi ma tralasciò i fenomeni psicologici. Charcot, che faceva esperimenti soprattutto sugli isterici, considerava il loro stato ipnotico avanzato come una vera nevrosi costituita essenzialmente da tre stati diversi:
1. Lo stato di letargia: che si ottiene per fascinazione o per compressione dei globi oculari attraverso le palpebre abbassate.
2. Lo stato catalettico: nel quale le membra restano immobilizzate nella postura che gli si impone.
3. Lo stato sonnambulico: che può essere ottenuto attraverso la fissazione dello sguardo e attraverso altre pratiche.

Queste tre fasi costituiscono quello che Charcot chiamò la "grande ipnosi", o la "grande nevrosi ipnotica".
Accanto alla grande ipnosi, esistono delle piccole ipnosi i cui fenomeni sono meno evidenti, analogamente a quanto avviene nella grande isteria e in quelle minori.
Sfortunatamente, se i lavori di Charcot sull'isteria e sulle nevrosi furono frequentemente oggetto di critiche sbagliate, le sue ricerche sull'ipnosi, la metalloscopia, la metalloterapia, pubblicati da lui stesso o dai suoi collaboratori, hanno sollevato delle obiezioni spesso giustificate.
Per esempio, Bernheim ha dimostrato sostanzialmente che l'ipnosi praticata presso la Salpêtrière - con le sue tre fasi ed i caratteristici fenomeni di letargia, di catalessi, di sonnambulismo - i fenomeni di transfert non esistono, e si producono soltanto quando il soggetto sa che devono prodursi. Sono provocati, quindi, solo dalla suggestione e dall'imitazione.
Charcot stesso, un po' tardivamente d'altronde, finì per rendersi conto, poco prima della sua morte, che la strada sulla quale si era avventurato era molto incerta, così prese la decisione di riprendere integralmente la questione dell'isteria e dell'ipnosi. Nel suo lavoro in coppia con Paul Richer, affronta l'isteria nella storia dell'arte, riconoscendo ai pittori del Rinascimento, quali ad esempio Andrea del Sarto, Domenichino o Rubens, una scrupolosa osservazione del fenomeno dell'isteria attraverso un'analisi scientifica delle immagini dal V al XIX secolo riguardanti l'oggetto della ricerca, osservazione che sarebbe stato difficile se non impossibile comunicare attraverso la semplice parola scritta.
Sfortunatamente, soffrendo di una grave insufficienza coronarica, morì poco dopo nel 1893 a causa di un infarto del miocardio.
Le sue opere sono state tradotte in varie lingue e riguardano il reumatismo cronico, la gotta, le emorragie cerebrali, l'atassia.
È ritenuto il fondatore di un nuovo ramo della medicina, la neurologia, e il suo lavoro alla Salpètriere di Parigi ebbe un'influenza profondissima sugli sviluppi della neuropsichiatria della seconda metà dell'Ottocento.
"Padre" della neurologia francese dell'epoca, la sua fama di docente attirò a Parigi numerosi medici da tutta Europa. Si recarono a Parigi per seguire le sue lezioni, tra gli altri, Eugen Bleuler, Sigmund Freud, Pierre Janet e Jean Leguirec. Le lezioni della Salpètriere divenivano spesso una sorta di "spettacolo", in cui l'indubbia competenza clinica di Charcot si saldava con il suo carisma un po' istrionico e teatrale: le celebri Isteriche di Charcot erano le sue pazienti che, nelle affollatissime lezioni, "si producevano sotto la sua guida" in accessi del grande male epilettico o archi isterici che divennero quasi "leggendari", e che lo resero famoso in tutti i circoli medici europei.
A prescindere da questi aspetti più "spettacolari", la sua opera di neurologo clinico fu di altissimo livello scientifico. Considerava l'isteria e l'epilessia come due grandi nevrosi che condividono il sintomo della convulsione, e da qui iniziò il suo lavoro nosologico.
Charcot attribuisce la causa dell'isterismo in primo luogo a un fattore ereditario, e secondariamente a effetti di suggestione, traumi nervosi, intossicazioni, incidenti, pratiche religiose, malattie infettive, diabete, ecc.
Secondo Charcot esistono anche persone che non sono suscettibili a essere ipnotizzate, e ritiene perciò la suggestionabilità una sorta di "debilità mentale" a base neurologica, connessa con la sintomatologia nevrotica di tipo isterico.
Fu tra l'altro maestro di Joseph Babinski, famoso neurologo, e di Nikolaj Dahl, il guaritore di Rachmaninoff e Jean Leguirec inventore del metodo Benedicte.
Il figlio Jean-Baptiste, dopo la laurea in Medicina, divenne un celebre esploratore antartico, e denominò Terra di Charcot, in onore del padre, una regione antartica da lui scoperta nel 1910.
Fra i suoi allievi il più celebre fu il neurologo ed endocrinologo Pierre Marie (1853-1940).

## Opere
La sua opera più importante è la raccolta delle sue lezioni sulle malattie del sistema nervoso tenute alla Salpétrière, pubblicata in tre volumi nel 1885-1887, poi tradotta in tutte le lingue.

## Curiosità
- Sigmund Freud chiamò il suo primogenito Jean-Martin in omaggio al neurologo e psichiatra francese.